# دوت آلان
دوت آلان (بالإنجليزية: Dot Allan)‏ (13 مايو 1886 في المملكة المتحدة - 3 ديسمبر 1964، غلاسكو في المملكة المتحدة)؛ كاتِبة، صحفية وروائية بريطانية.